# 무정의 용어
무정의 용어 또는 근본 원리(Primitive notion)는 정의 없이 사용하는 용어이다. 한 용어를 설명하기 위해 다른 용어를 설명하고 거기에 사용된 다른 용어를 사용하게 되면 계속 순환에 빠지게 되므로 정의없이 사용하는 것이 무정의 용어이다.
일반적으로 직관과 일상 경험에 호소하여 비공식적으로 동기를 부여받는 경우가 많다. 공리 이론에서 근본 원리 간의 관계는 공리에 의해 제한된다. 일부 저자는 후자를 하나 이상의 공리로 근본 원리를 "정의"하는 것으로 언급하지만 이는 오해의 소지가 있다. 형식 이론은 (회귀 문제에 따라) 무한 회귀의 고통 속에서 근본 원리를 없앨 수 없다.
예를 들어, 현대 기하학에서는 점, 선, 포함 등이 일부 근본 원리이다. 이것들을 정의하려고 시도하는 대신, 이것들의 상호 작용은 (힐베르트의 공리 시스템에서) "모든 두 점에 대해 두 점을 모두 포함하는 선이 존재한다"와 같은 공리에 의해 지배된다.

## 예
공리적 집합론 ZFC에서 집합은 무정의 용어이다. NBG에서 모임은 무정의 용어이며 집합은 무정의 용어가 아니다. (0부터 시작하는) 페아노 공리계에서 0은 무정의용어이다. 다비트 힐베르트가 만든 힐베르트 공리계에서 점·직선·평면은 무정의 용어이다.

## 같이 보기
- 공리적 집합론
- 기하학기초론
- 수학기초론
- 수리논리학